# Baradżugh
Baradżugh (pers. باراجوق) – wieś w Iranie, w ostanie Azerbejdżan Zachodni. W 2006 roku miejscowość liczyła 386 mieszkańców w 68 rodzinach.